# Hlustvisihák
Hlustvisihák byla populární komediální postava ze scének, které pro Miroslava Homolu a Lubomíra Lipského psal scenárista Bedřich Zelenka.
V původním provedení z roku 1960 byl Gustav Hlustvisihák prostým občanem v podání M. Homoly, který naráží na omezeného vrátného, ztvárněného L. Lipským. Tato scénka pocházela původně z pera maďarského spisovatele Tezö Királyiho Gyuráye – musela však být později prostříhána, protože nebylo v době normalizace únosné používat křestního jména Gustav v komediálních souvislostech, aby nebyl zesměšněn první tajemník ÚV KSČ Gustáv Husák. Tímto prostříháním sice nebylo dotčeno vyznění skeče, ale L. Lipskému se problémy stejně nevyhnuly poté, co se na besedě v cementárnách přeřekl, postavu pojmenoval Hlustvihusák a agilní lidé z řad zaměstnanců na něj neváhali podat trestní oznámení pro znevažování prezidenta republiky.
Největší popularity dosáhly skeče, v nichž je L. Lipský coby Hlustvisihák (už bez křestního jména) omezeným a zabedněným vrátným libovolné instituce a M. Homola (resp. později Jiří Lír) obyčejným občanem, potýkajícím se s úřední tupostí. 
Scénky vedly k proniknutí pojmu Hlustvisihák do běžné mluvy a dodnes se lze setkat s takovým označením pro podobně agilní občany, hlídače či příslušníky strážních služeb: Hlustvisihák je v podstatě omezený člověk s nepříliš důležitou funkcí, který nic nechápe a „neví, že nic neví“ – což mu však nebrání svou funkci vykonávat tak svědomitě, že přes jeho rozhodnutí „nejede vlak“. Hloupost podobných Hlustvisiháků je věčným, nesmrtelným a nevyčerpatelným zdrojem humoru.

## Nahrávky
První (dvojdílné) album pod názvy Hlustvisihák I a Hlustvisihák II vydalo v roce 1994 nakladatelství Supraphon:
- I – 01. Hlustvisihák ve vrátnici
- I – 02. Hlustvisihák statistikem
- I – 03. Metoda
- I – 04. Konkurz na vrátného v baru
- I – 05. Hlustvisihák na horách

- II – 01. Hlustvisihák mění byt
- II – 02. Konkurz na průvodce výstavy květin
- II – 03. Hlustvisihák ve škole
- II – 04. Šťastnou cestu

Scénky napsal výše uvedený Bedřich Zelenka, s výjimkou skeče Šťastnou cestu z pera Jana Berana.
V roce 2008 vydal Supraphon, u příležitosti 85. narozenin Lubomíra Lipského, nové souhrnné album s názvem Hlustvisihák, obohacené o dva další skeče z archivního fondu Českého rozhlasu:
- 01. Hlustvisihák ve vrátnici
- 02. Hlustvisihák statistikem
- 03. Metoda
- 04. Konkurz na vrátného v baru
- 05. Hlustvisihák na horách
- 06. Hlustvisihák mění byt
- 07. Konkurz na průvodce výstavy květin
- 08. Setkání v lázních
- 09. U lékaře
- 10. Cesta na Křivoklát
- 11. Šťastnou cestu

Scénku Setkání v lázních napsal Pavel Hanuš a scénku Cesta na Křivoklát Fan Vavřincová.
Zatím poslední album pod názvem Hlustvisihákovi vydal v roce 2011 Český rozhlas:
- 01. Hlustvisihák ve vrátnici
- 02. Hlustvisihák ve škole
- 03. Hlustvisihák statistikem
- 04. Hlustvisihák na nádraží
- 05. Oběť svých zásad
- 06. Hrátky pro dospělé – Rozvod

Kromě dvou jsou skeče opět dílem Bedřicha Zelenky, scénka Hlustvisihák na nádraží je stejná jako dříve uváděné Šťastnou cestu od Jana Berana a scénku Oběť svých zásad napsal Karel Poláček.